# 高部屋神社
高部屋神社（たかべやじんじゃ）は神奈川県伊勢原市下糟屋にある神社。延長5年（927年）の『延喜式神名帳』に記載されている相模国の延喜式内社十三社の内の一社（小社）とされるが、後述のように論社も存在する。旧社格は村社。

## 概要
かつてはこの神社と同名の大住郡高部屋村の村社であり、またこの地区を含む糟屋庄の総鎮守としても崇敬された。
創建年代は不詳。『延喜式神名帳』に相模国13座の内の1社と記載されており、大住郡127ヶ村の惣鎮守であった。ただし、伊勢原市高森にある高森神社も、式内社「高部屋神社」の論社の一つとされており、この神社が明治の神仏分離令以前は「高部屋神社」という呼び名であったと伝えられていることに加え、棟木や鳥居脇の石碑（裏側）に「高部屋神社」という銘文が残されていることもその理由として挙げられる。
鎌倉時代に、糟屋庄の地頭であった源頼朝の家人「糟屋藤太左兵衛尉有季」が、高部屋神社を守護神として新たな社殿を造営した。至徳3年（1386年）12月に河内守宗国によって造られ、平秀憲が寄進した銅鐘は神奈川県指定重要文化財に指定されている。天文20年（1551年）に地頭の渡辺石見守が社殿を再興した。天正19年（1591年）11月に徳川家康より社領10石の御朱印を賜る。江戸時代中期頃まで別名「糟屋八幡宮」と呼ばれた。
また、正保4年（1647年）に本殿を再建されるが、関東大震災で倒壊し、昭和4年（1929年）に柱・彫刻・正面扉等をそのまま使用し再建される。慶応元年（1865年）には拝殿を再建。
神事に用いられる鎌倉時代以降の雅楽面三面の古面や、京都府宇治市にある黄檗山萬福寺7世・悦山道宗（中国福建省泉州府晋江県からの渡来僧）が元禄初期に揮毫した「八幡宮」の扁額がある。本殿前の狛犬を寄進した行按・行白も黄檗宗の僧で、一時期、別当神宮寺とともに黄檗宗との関係が深かったと思われる。
現在は伊勢原大神宮が管理を兼務しており、朱印等はそちらでもらうことができる。

## 歴史
- 1551年（天文20年） - 当地の地頭渡辺石見守によって社殿が再建される。
- 1591年（天正19年） - 徳川家康によって朱印10石が寄進される。
- 1865年（慶応元年） - 社殿が再興する。
- 1923年（大正12年） - 関東大震災によって本殿が倒壊。
- 1929年（昭和4年） - 本殿が再建される。

## 神事

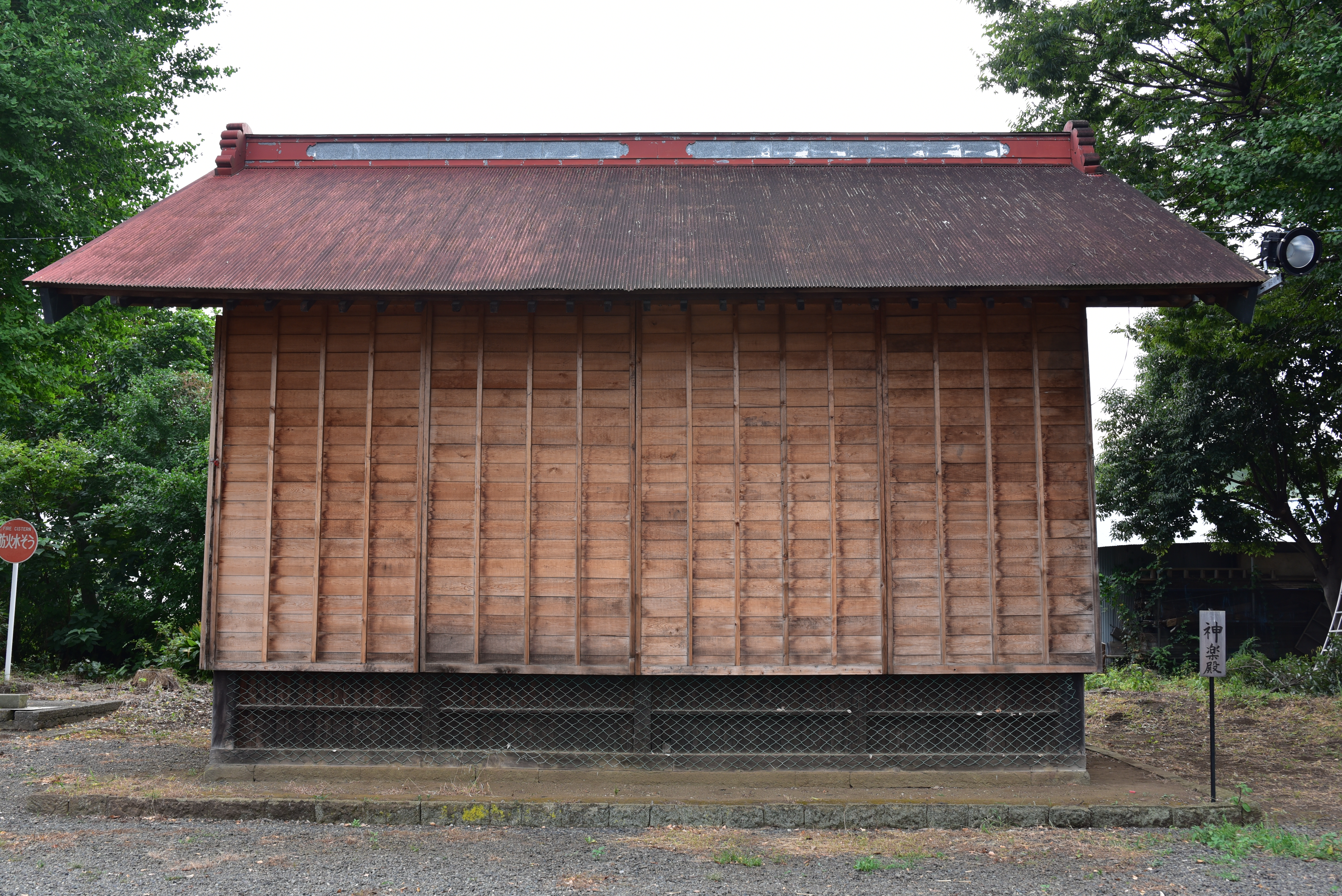
神楽殿

平安時代より一千年以上続く神事として「汐汲みの神事」が9月に執り行われる。儀式に使われる浜砂は、住吉大神（大住大明神）が上陸したと言われる照ヶ崎海岸から採取する。明治初期頃までは照ヶ崎まで片道16kmの道のりを宮当番と神主が歩き、海水と浜砂、海藻のホンダワラ（馬尾藻）を採取していた。海水は鎮火水とし、浜砂はお清めのために参道に撒き、ホンダワラは拝殿と鳥居の注連縄に吊るす。

## 境内
境内には本殿・拝殿、神楽殿、御祓所、手水舎、梵鐘の他に、遊具や以下の境内社がある。 

### 国の登録有形文化財
本殿
関東大震災で倒壊したが、昭和４年に再建された。主要な木材は、正保４年（1647年）再建した倒壊前の本殿を再利用している。なお、平成28年2月25日に国の登録有形文化財に登録されている。
拝殿
慶応元年（1865年）に再建された。なお、本殿と同様に平成28年2月25日に国の登録有形文化財に登録されている。

### 神奈川県の重要文化財
鐘楼
至徳3年（1386年）12月に平秀憲が銅鐘を寄進した。なお、銅鐘は神奈川県の重要文化財に指定されている。

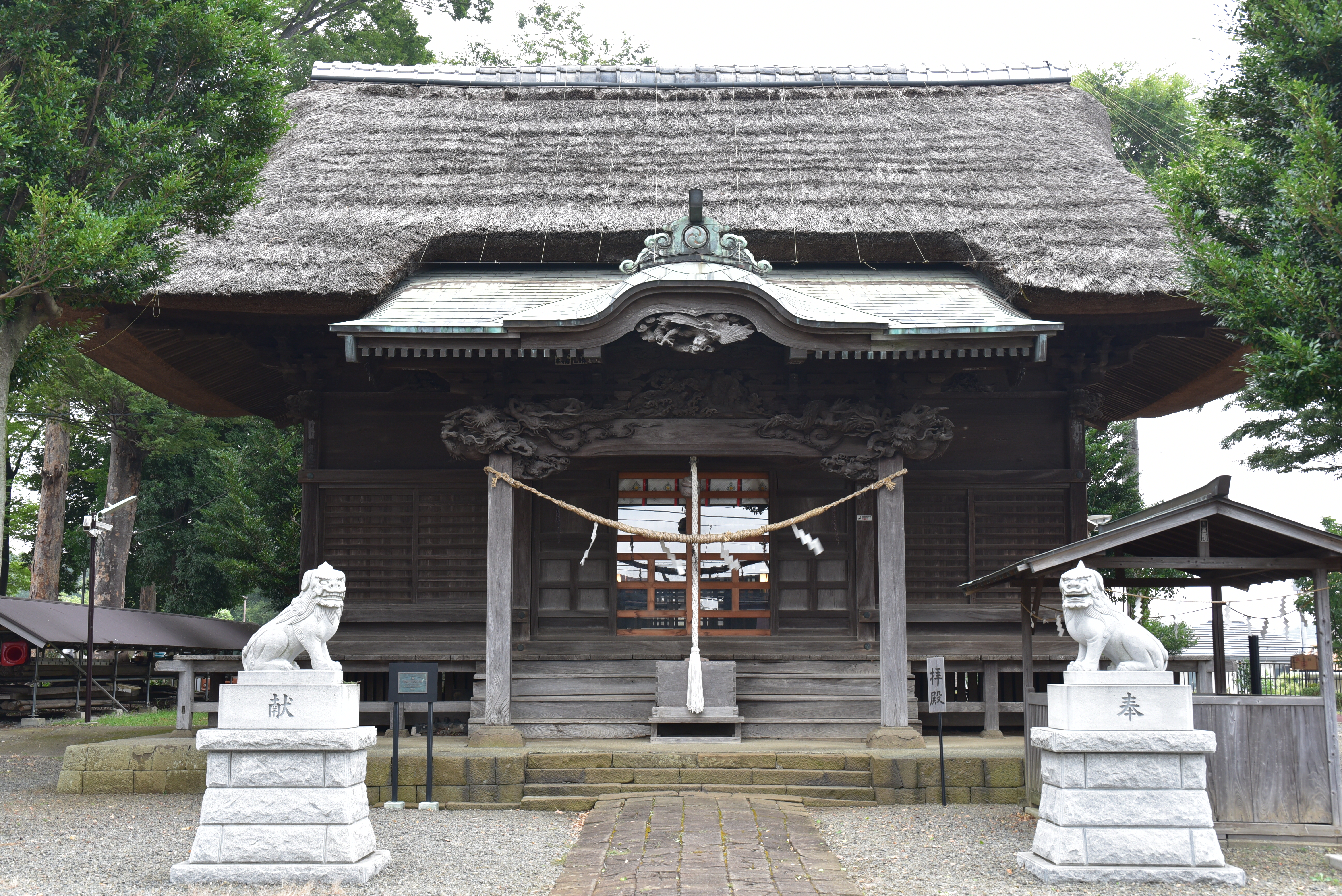
拝殿
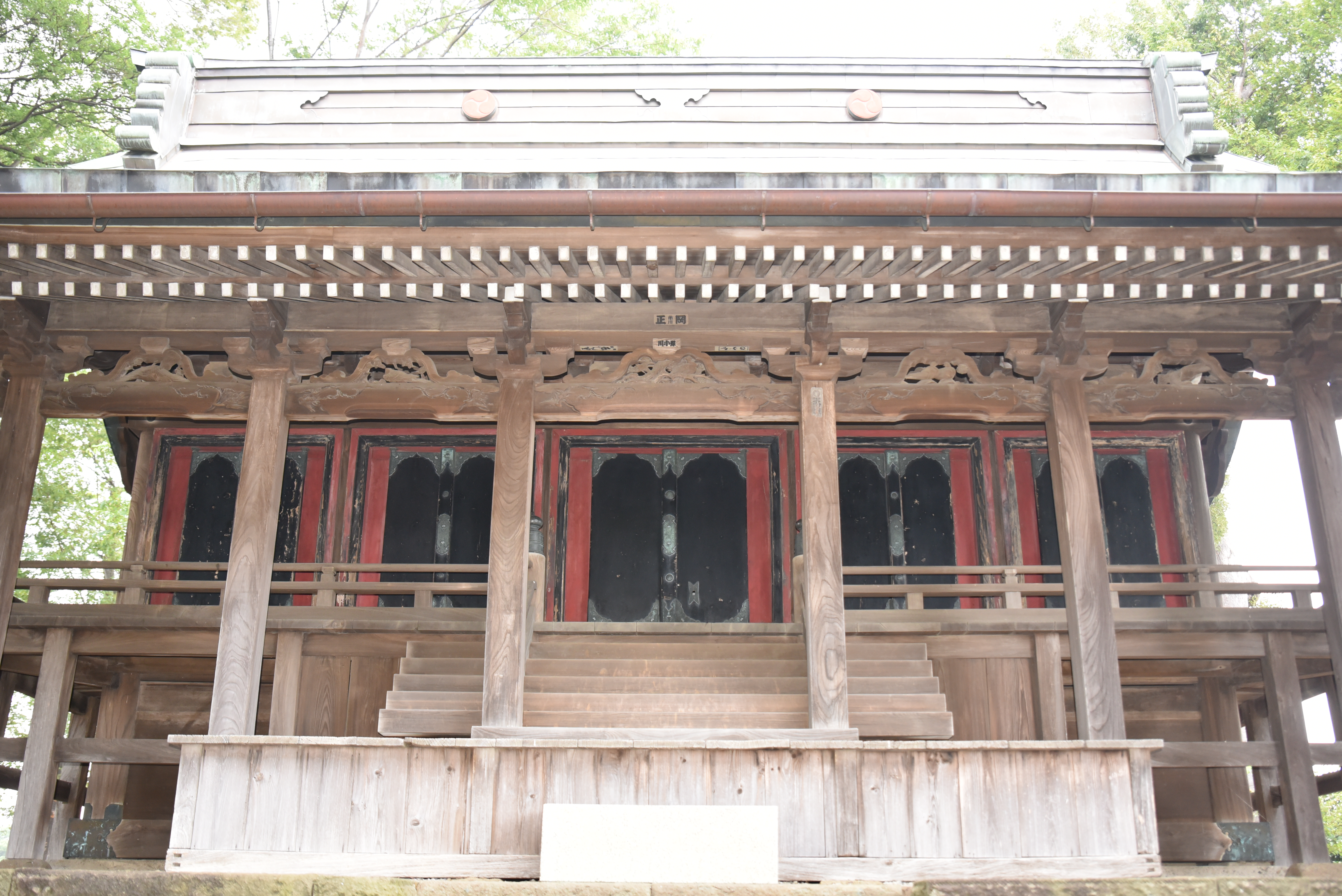
本殿
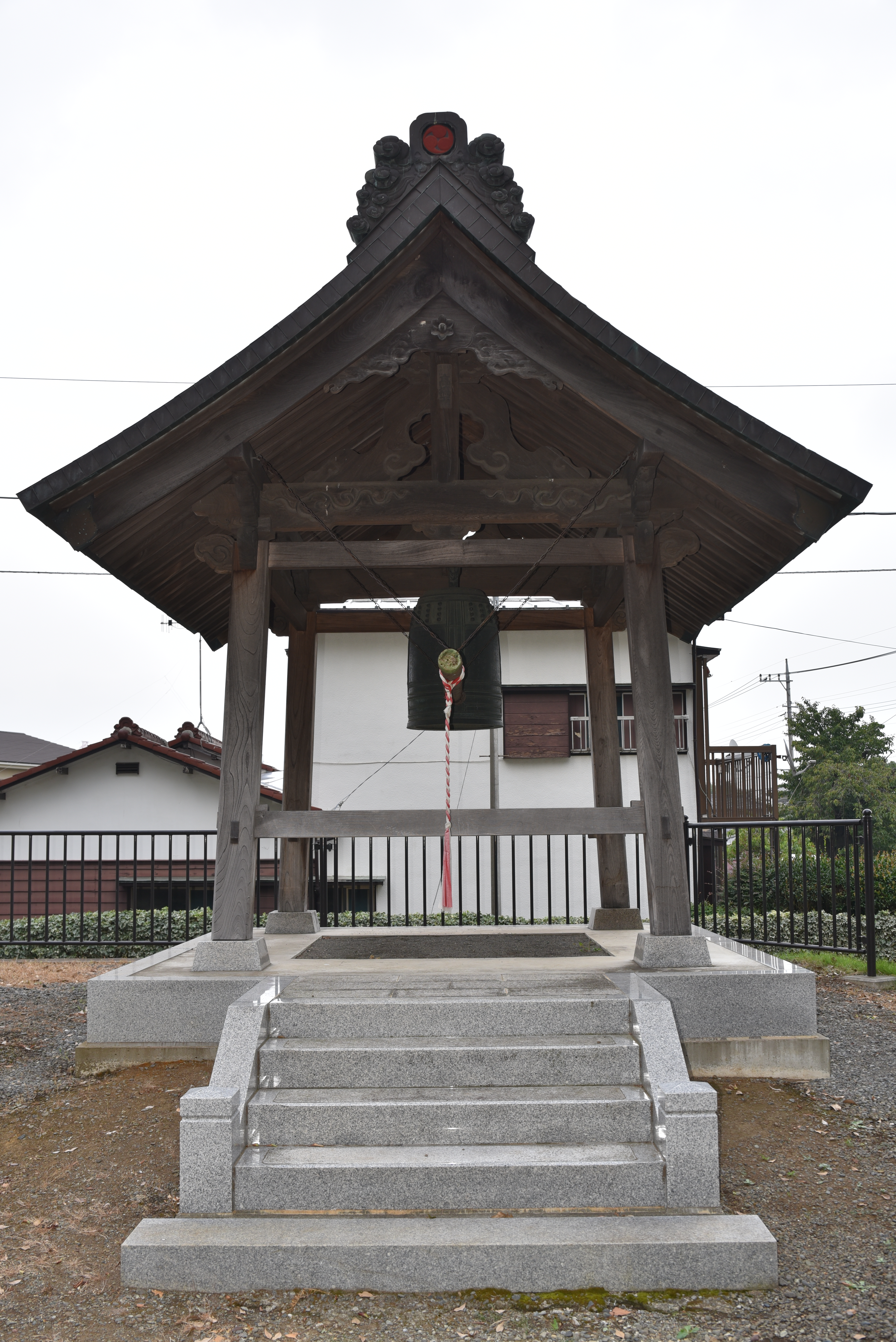
鐘楼

### 境内社

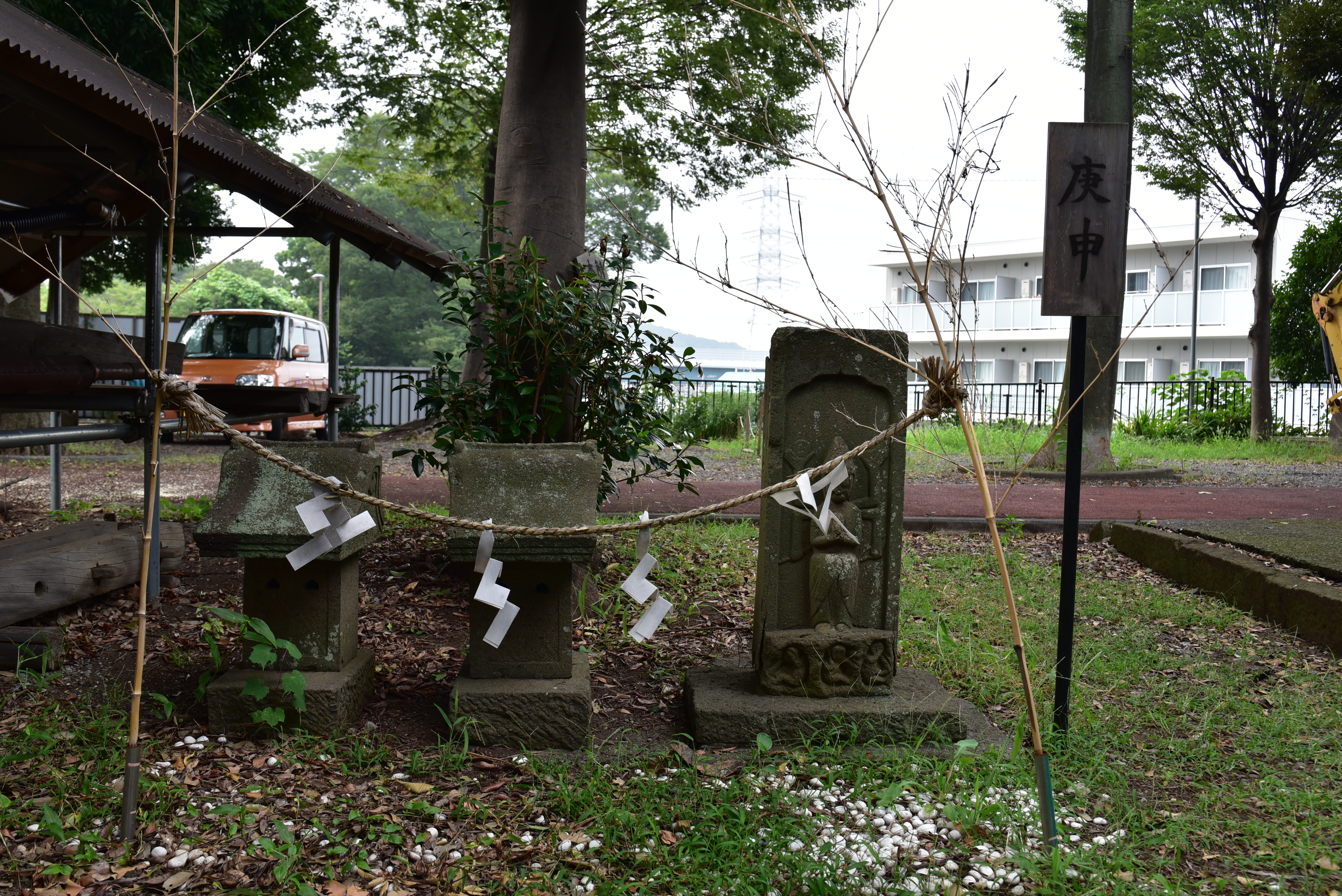
庚申社
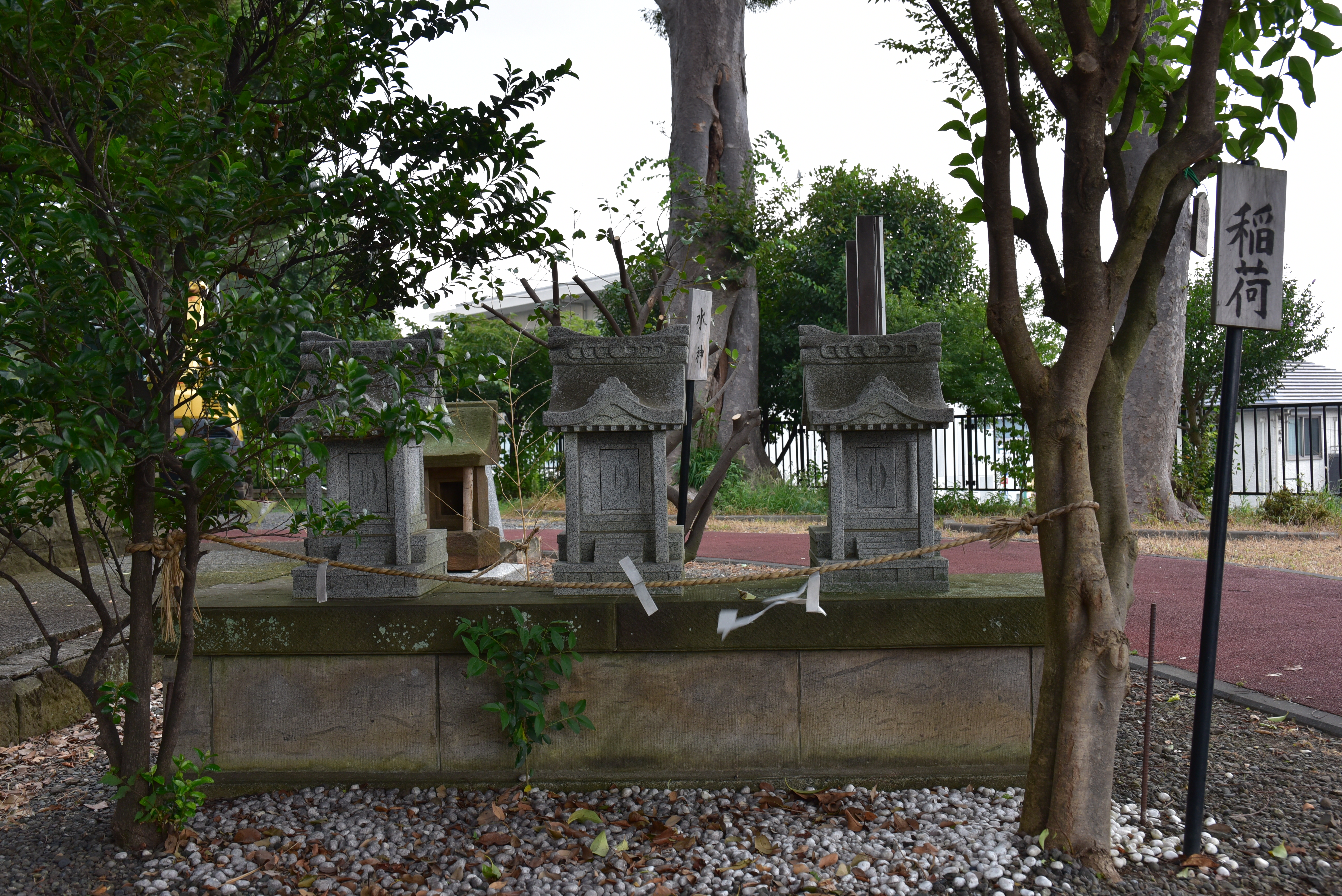
稲荷社
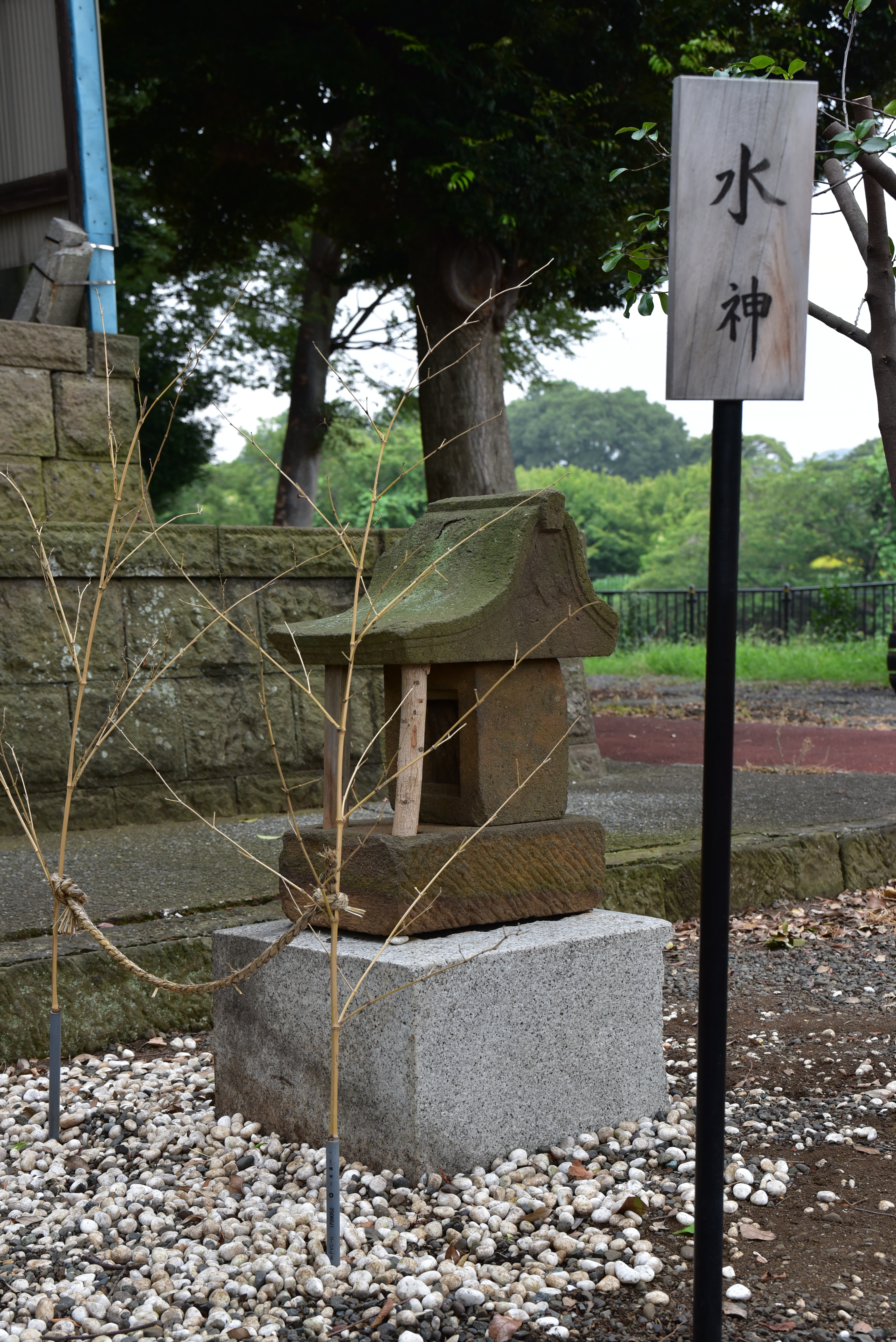
水神

- 八坂神社
- 金刀比羅宮
- 稲荷社、水神社、庚申社、愛染明王

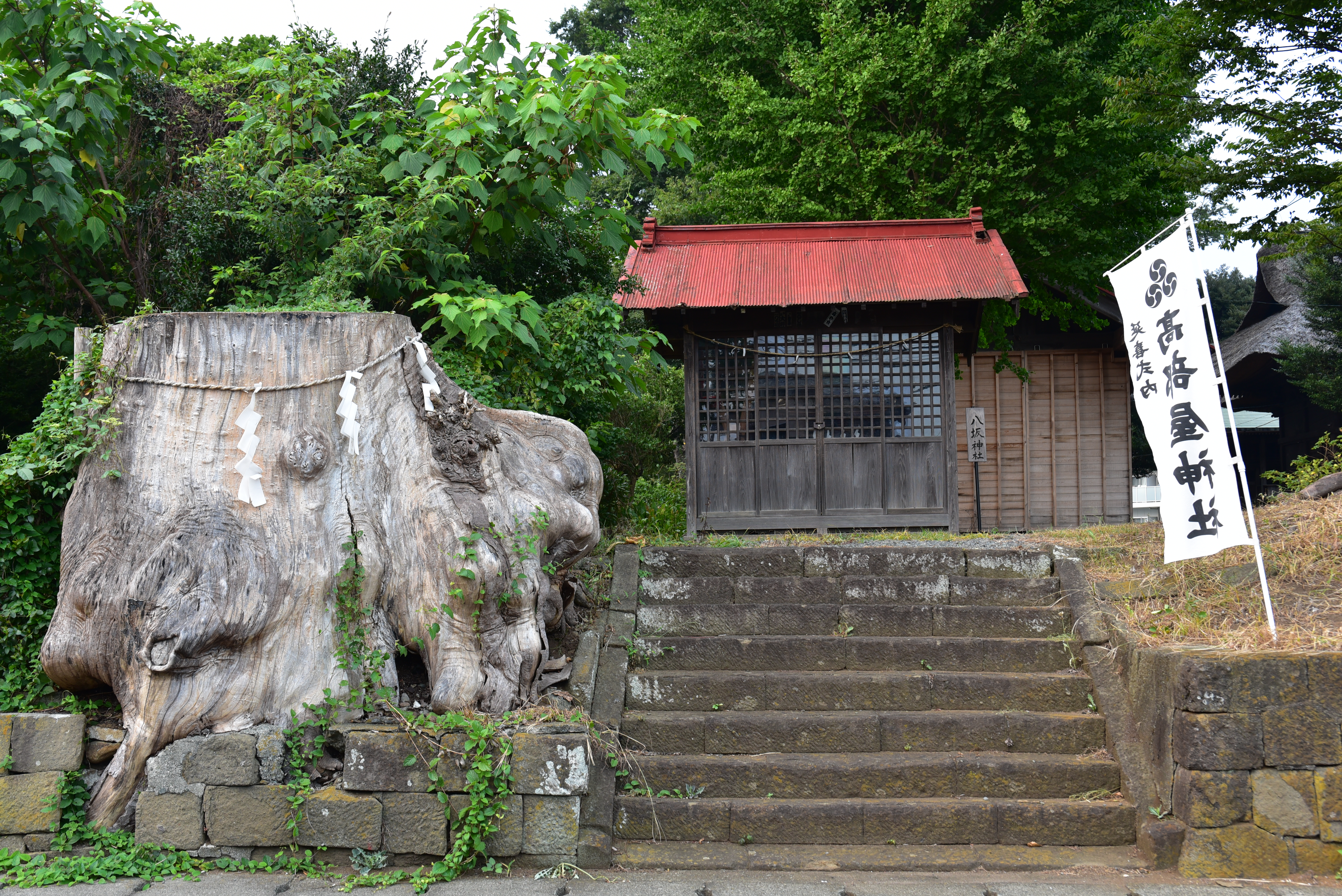
八坂社
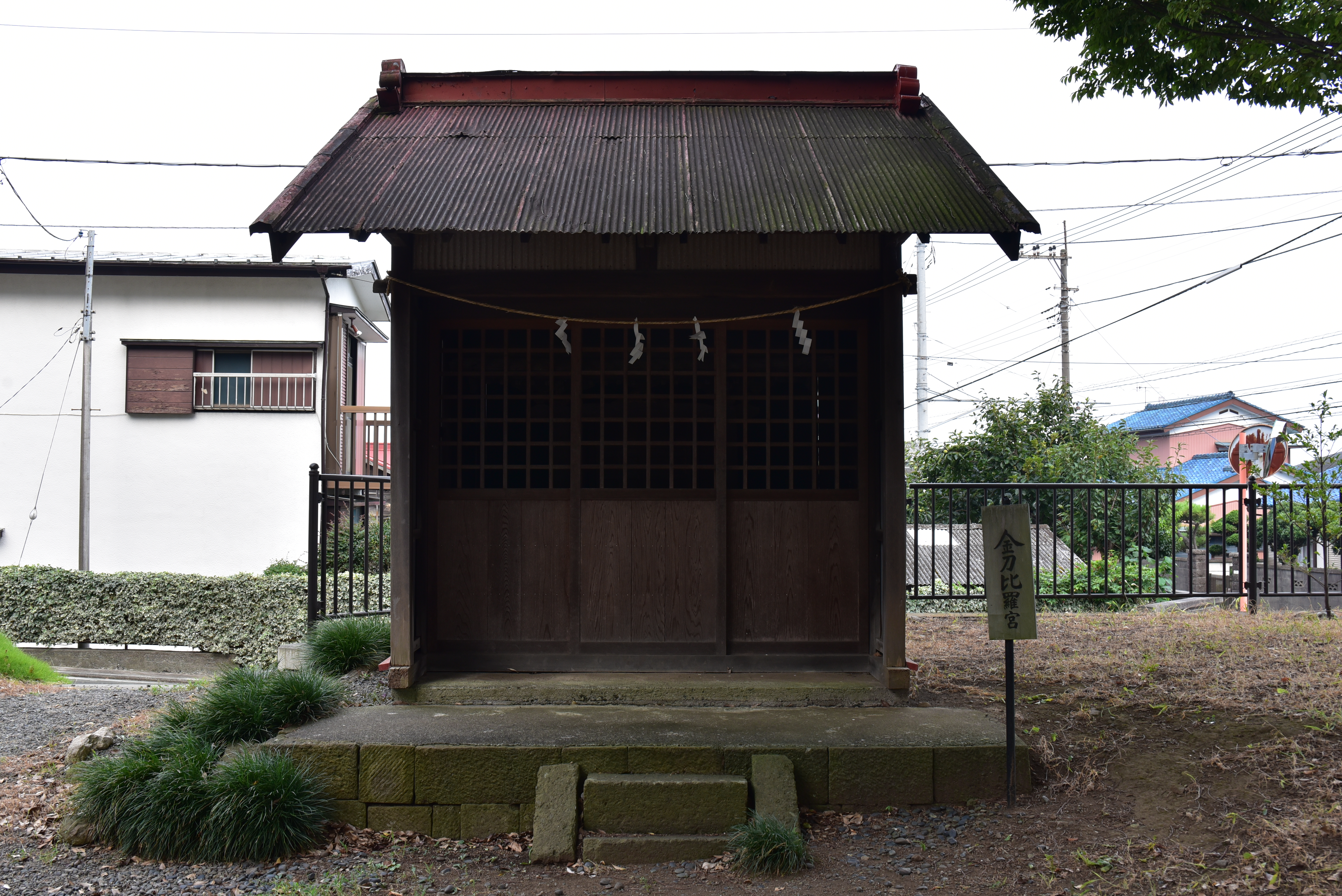
金比羅宮
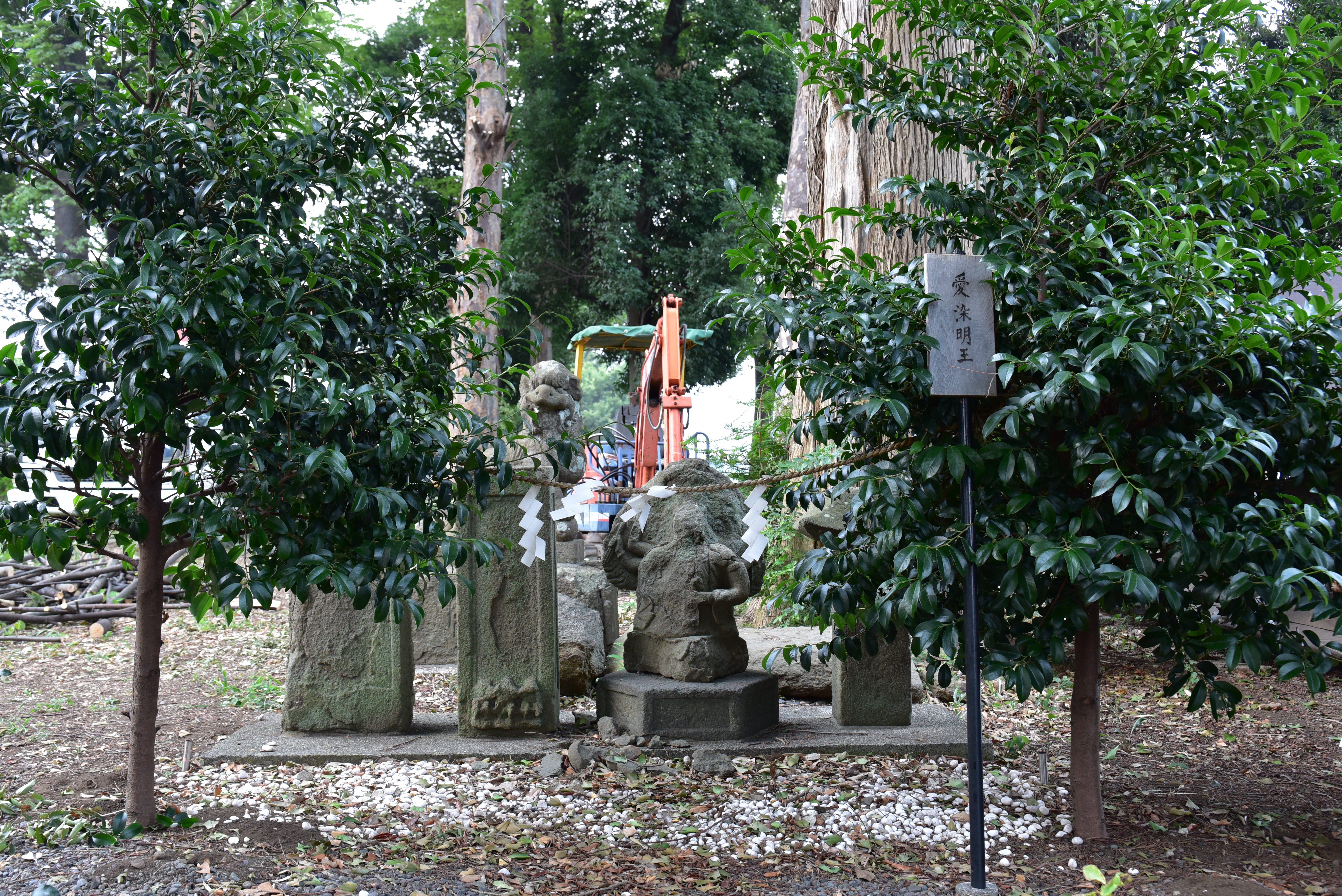
愛染明王

- 庚申社
- 稲荷社
- 水神

## 拝殿の画像

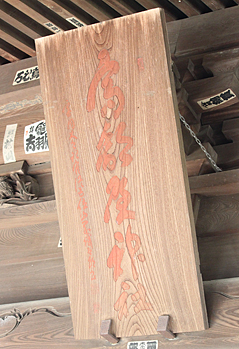
拝殿正面軒下には、山岡鉄舟の筆による「髙部屋神社」の社号額が掲げられている。
拝殿向拝の彫刻

## 交通
- 小田急小田原線伊勢原駅より徒歩20分ほど。
- 同駅北口より神奈川中央交通バス
  - 伊76系統「愛甲石田駅」行きに乗車、「粕屋上宿」バス停下車、徒歩3分。
  - 伊74系統「愛甲石田駅」行きに乗車、「粟窪入口」バス停下車、徒歩4分。